# Faith (canção)
"Faith" é uma canção escrita originalmente por George Michael em 1987, regravada pela banda Limp Bizkit. Na voz de George, estreou no top 10 do Reino Unido.